# 铁路巴士

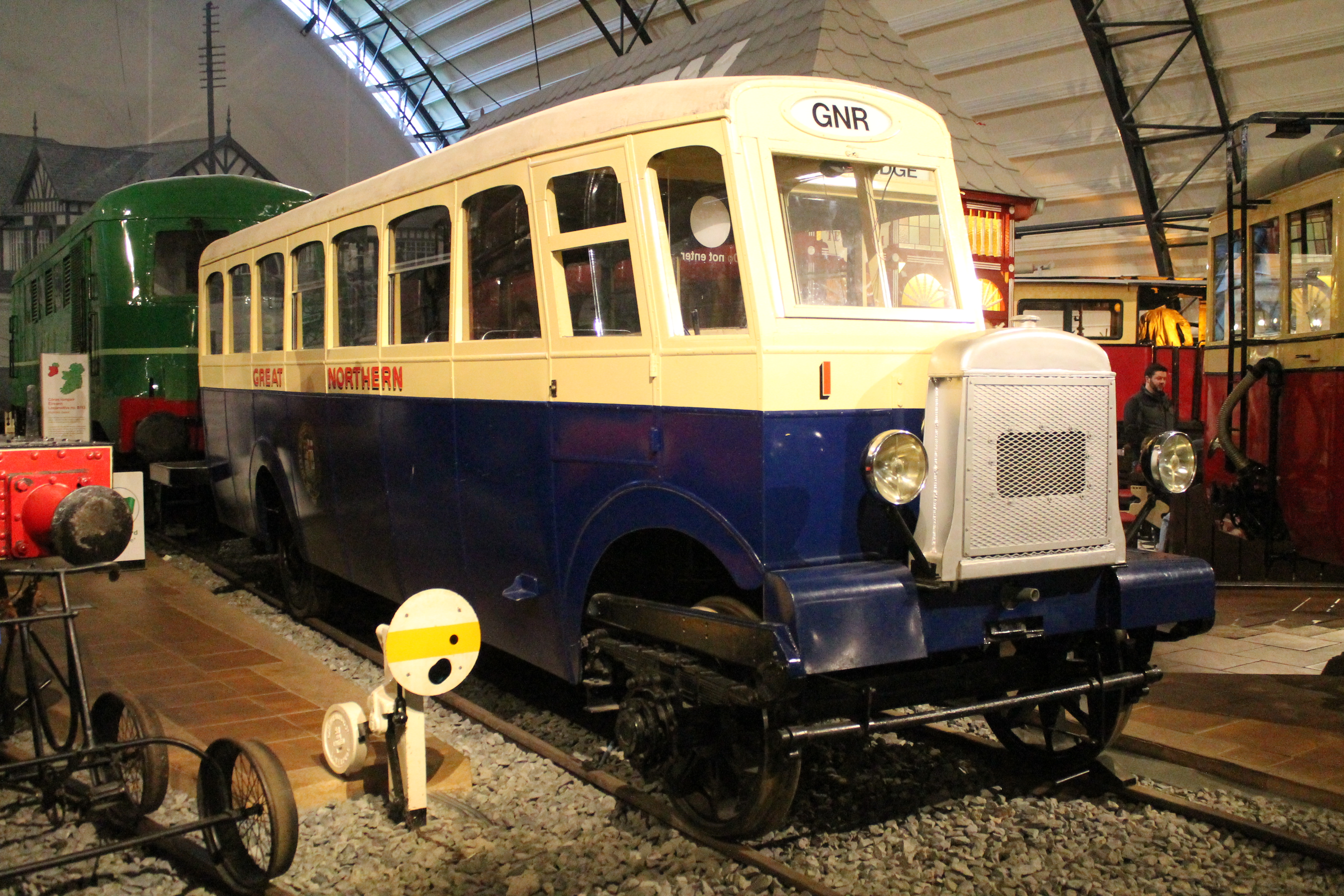
爱尔兰大北方铁路公司曾经使用的铁路巴士

铁路巴士（英语：Railbus）是一种使用汽车发动机的铁路客车，编组多为1至2节（也有部分为3至4节）多用于客流量较小的短途铁路客运。因其外观、运营模式、车辆配置更接近巴士、有轨电车，因而拥有“铁路巴士”这一称呼（运行在铁路上的巴士）。

## 动力
詹姆斯·西德尼·德鲁里1906年在英国创办的德鲁里车辆公司是早期汽油动力铁路巴士制造商之一，该公司在1908年时将一些工作外包给伯明翰轻兵器公司进行。

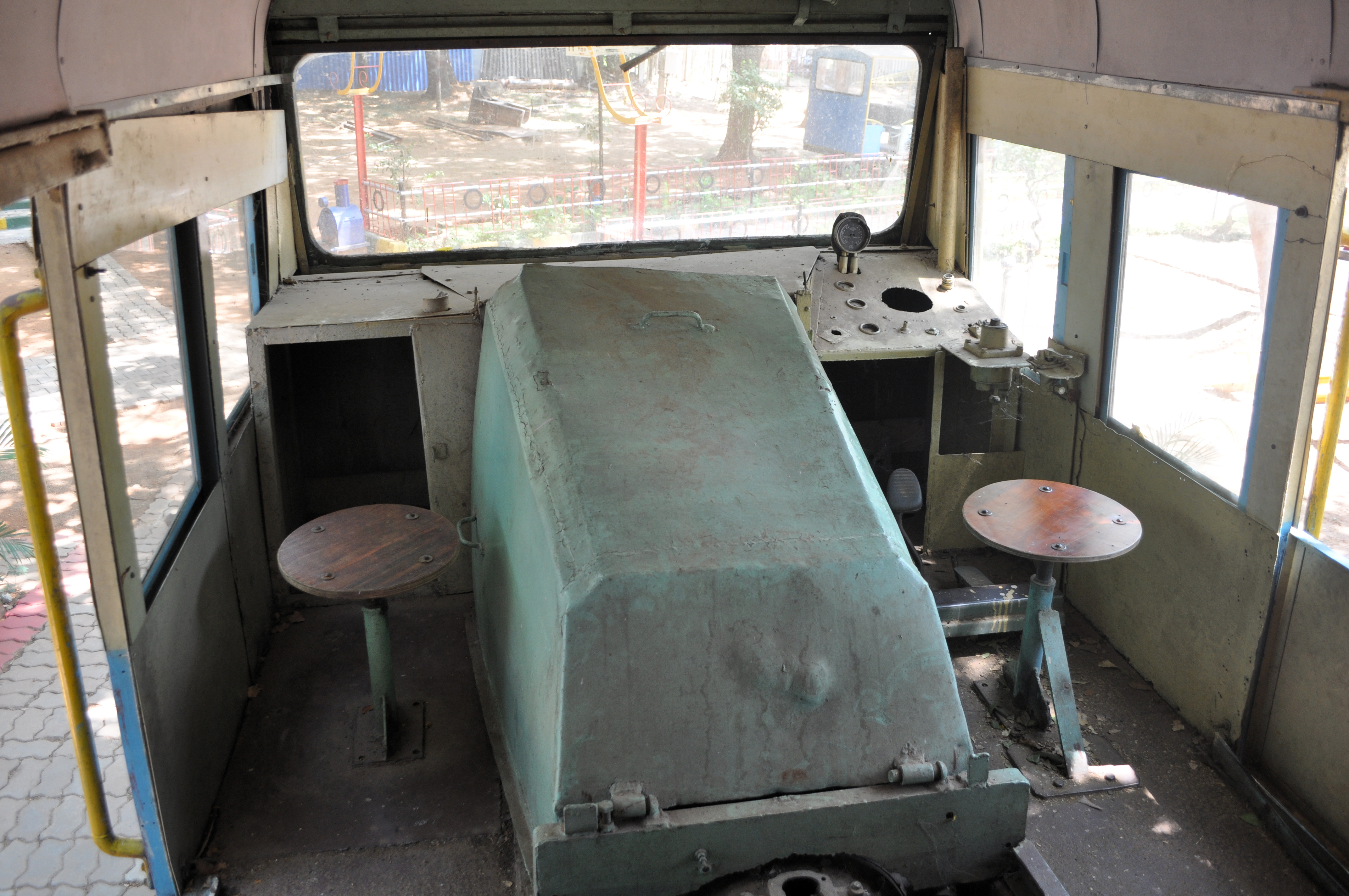
铁路巴士的发动机

20世纪30年代在台湾上线运营的铁路巴士（当时称“汽油客车”）在使用初期亦采用汽油动力，后逐渐改为柴油动力。曾在滇越铁路运行的“米西林机车”也为汽油动力铁路巴士。
20世纪30年代的铁路巴士的设计常常参考在公路上运行的大型汽车。比如基于当时别克和Pierce-Arrow Motor Car Company的大型汽车设计的“快鹅系列铁路巴士”（曾在美国格兰德河南部铁路运行），以及基于麦克货车的产品设计的“超级臭鼬”（Super Skunk）型铁路巴士（曾在美国加州西部铁路运行）。
虽然早期铁路巴士多采用汽油动力，现时运行在非电气化铁路上的铁路巴士多为柴油动力。柴油发动机的工作方式包括机械、液力传动等。

## 各地运用

### 中國大陸
在21世纪，兴隆林业局桦南森林铁路運營的東北特色公交车卽屬於這類運輸工具，但由於遠離主要城市且國鐵不會運營這類運輸工具，其在華人圈鮮有正式定名。2018年末，該特色公交車也爲蒸汽旅遊小火車所取代。此外，中國大陸還有部份交通工具符合國際上符合“铁路巴士”的定义，但被視爲短編組普通火車。

曾在滇越铁路运行的“米西林机车”也符合铁路巴士的定义。该型铁路巴士（也可称为“短编组内燃动车组”）由法国米其林制造。车轮部分安装有橡胶轮胎，采用汽油动力，定位为豪华列车。编组为两节编组，包括1节带驾驶室的客车和1节行李车。1914年由法国殖民当局引入滇越铁路，20世纪80年代因零部件难以取得而停用。该型列车在华运营的仅有一列，现陈列于云南铁路博物馆。

陈列于云南铁路博物馆的滇越铁路米西林机车图集
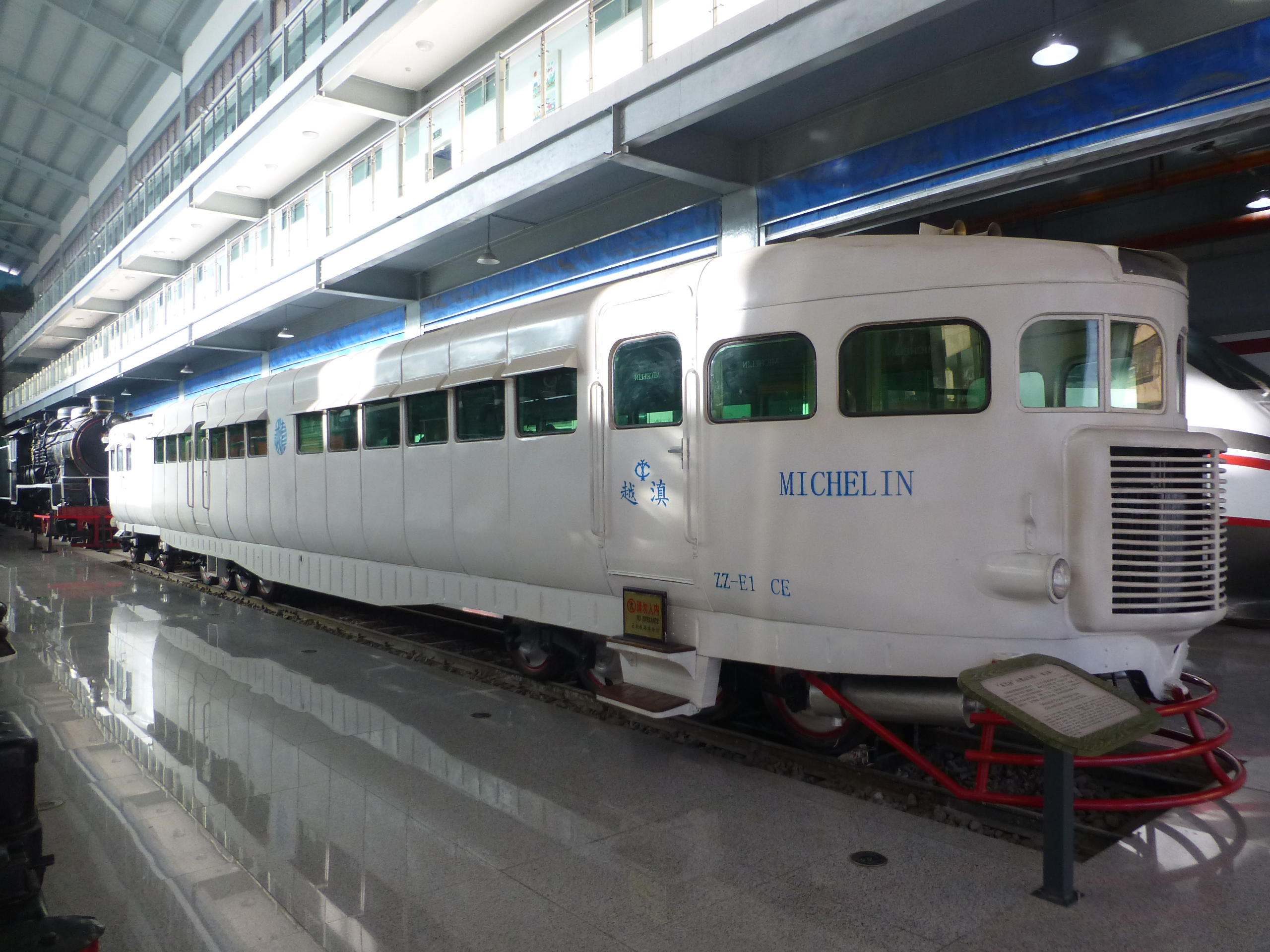
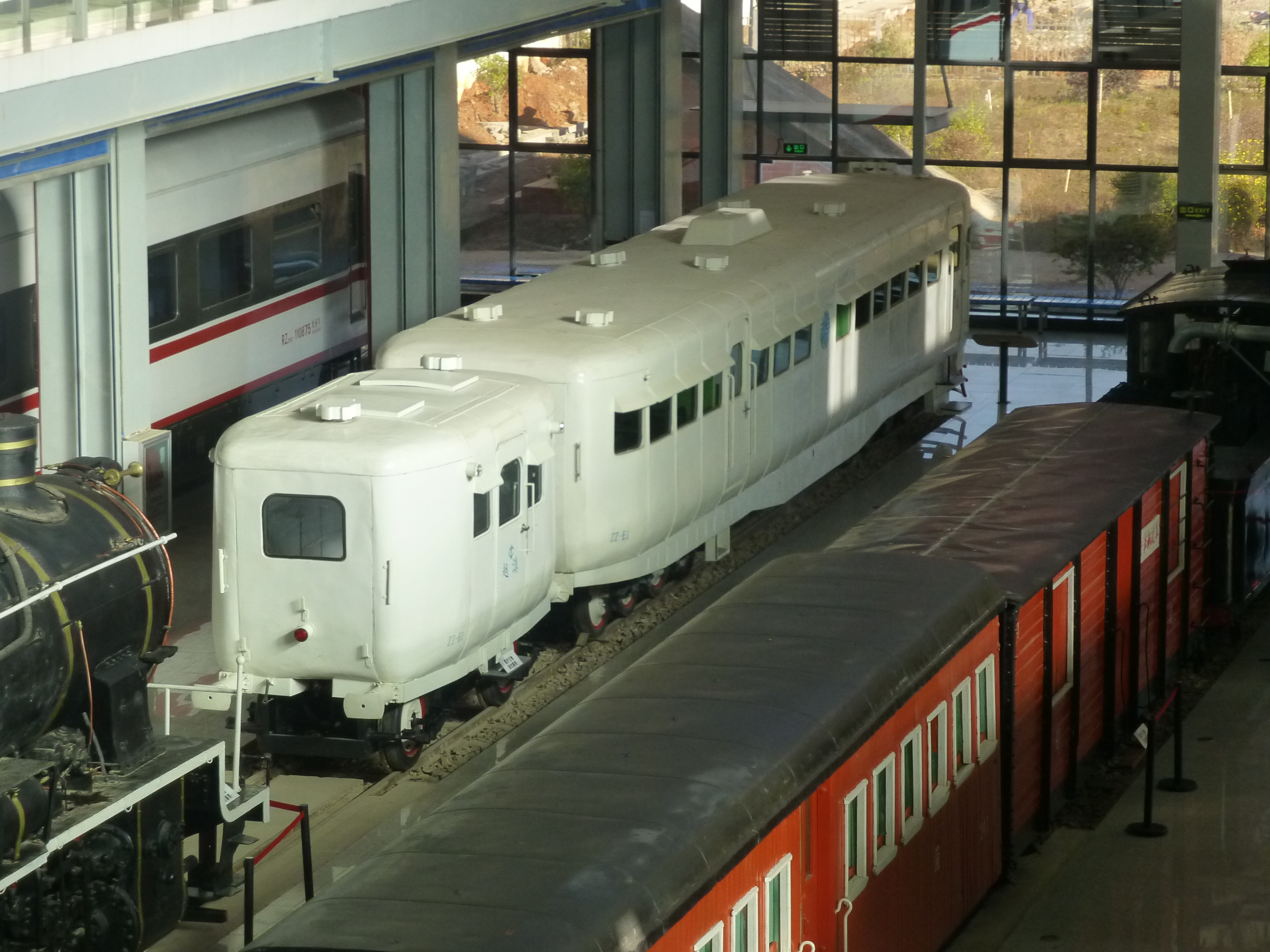
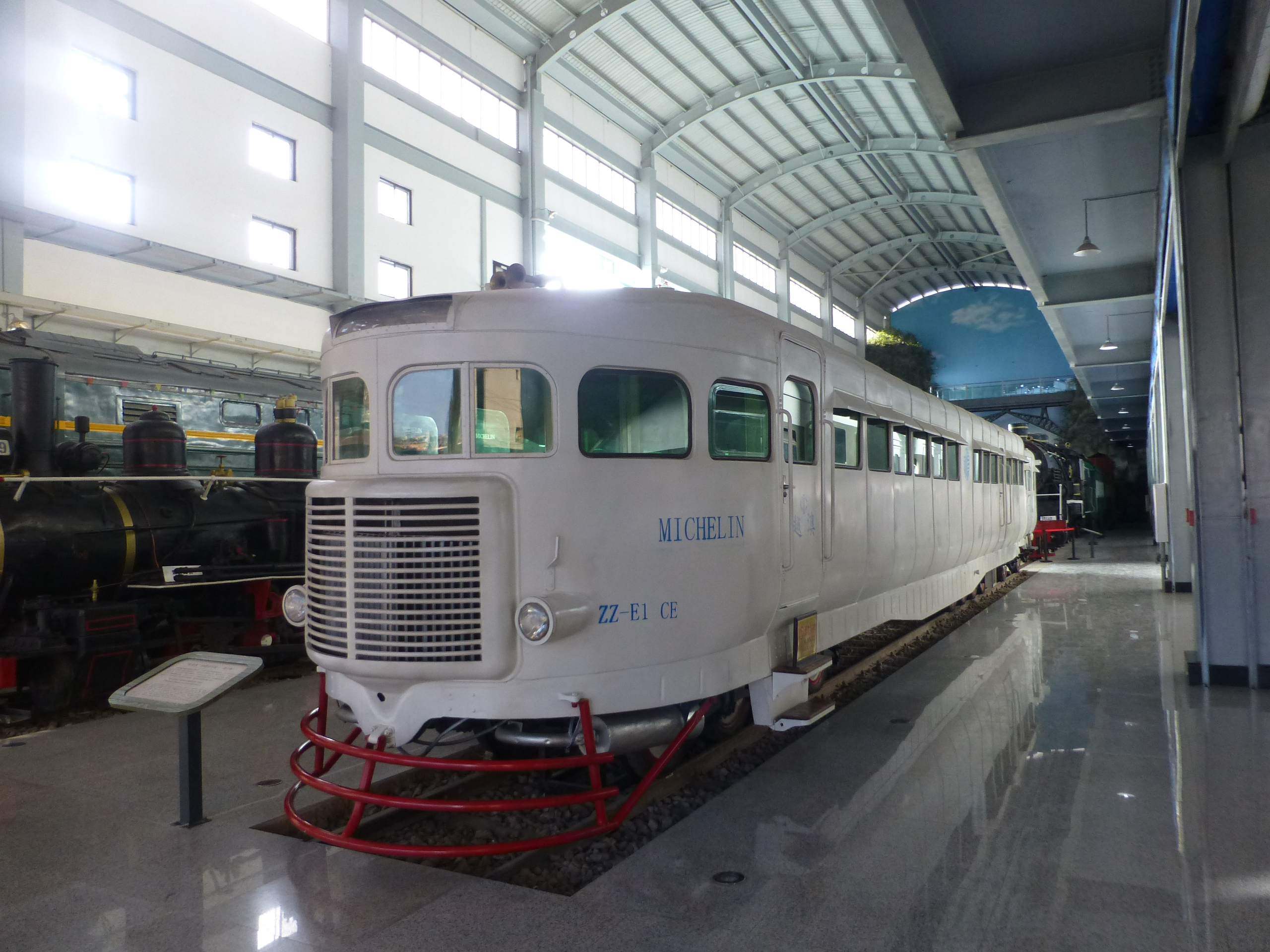
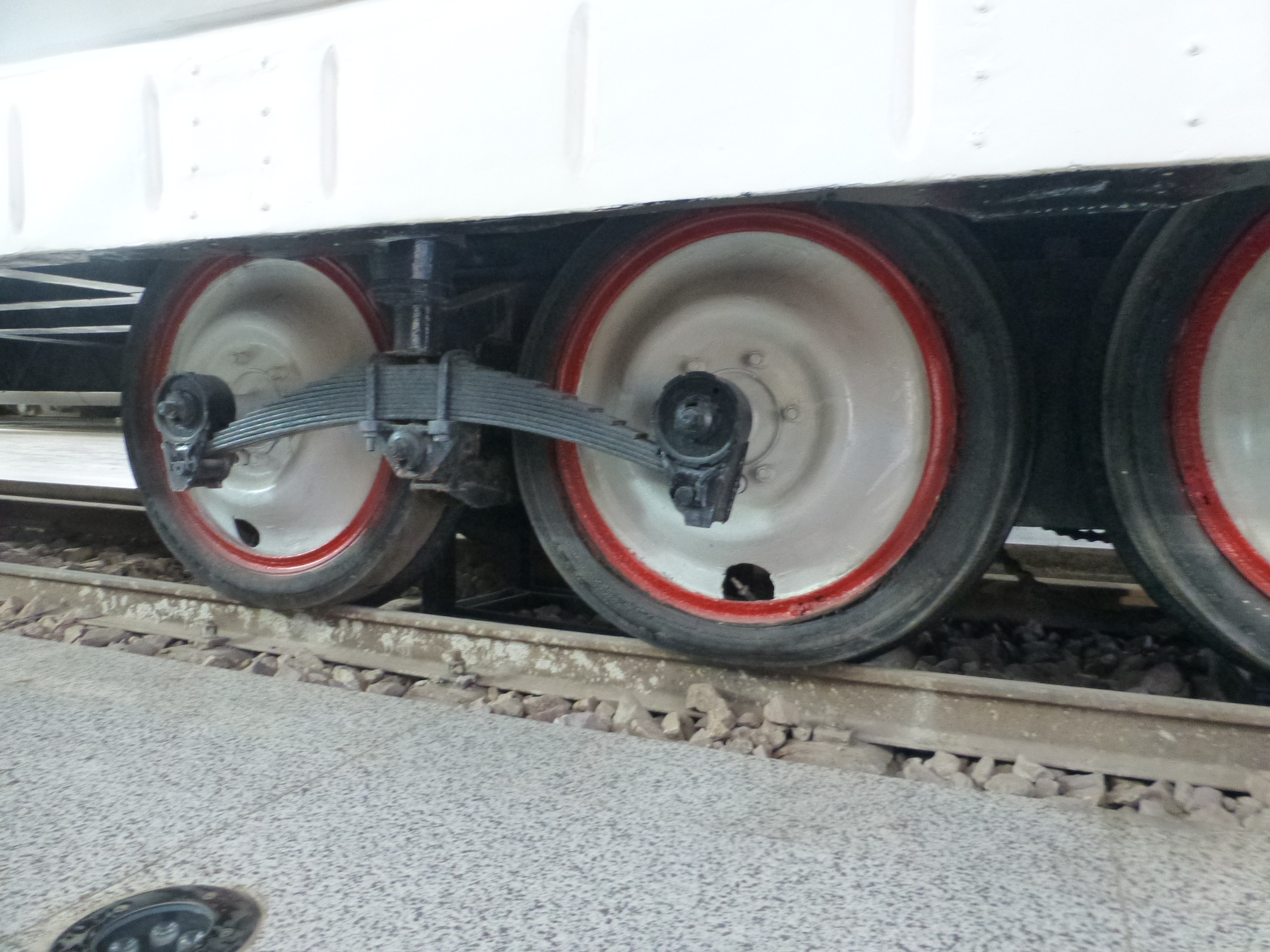
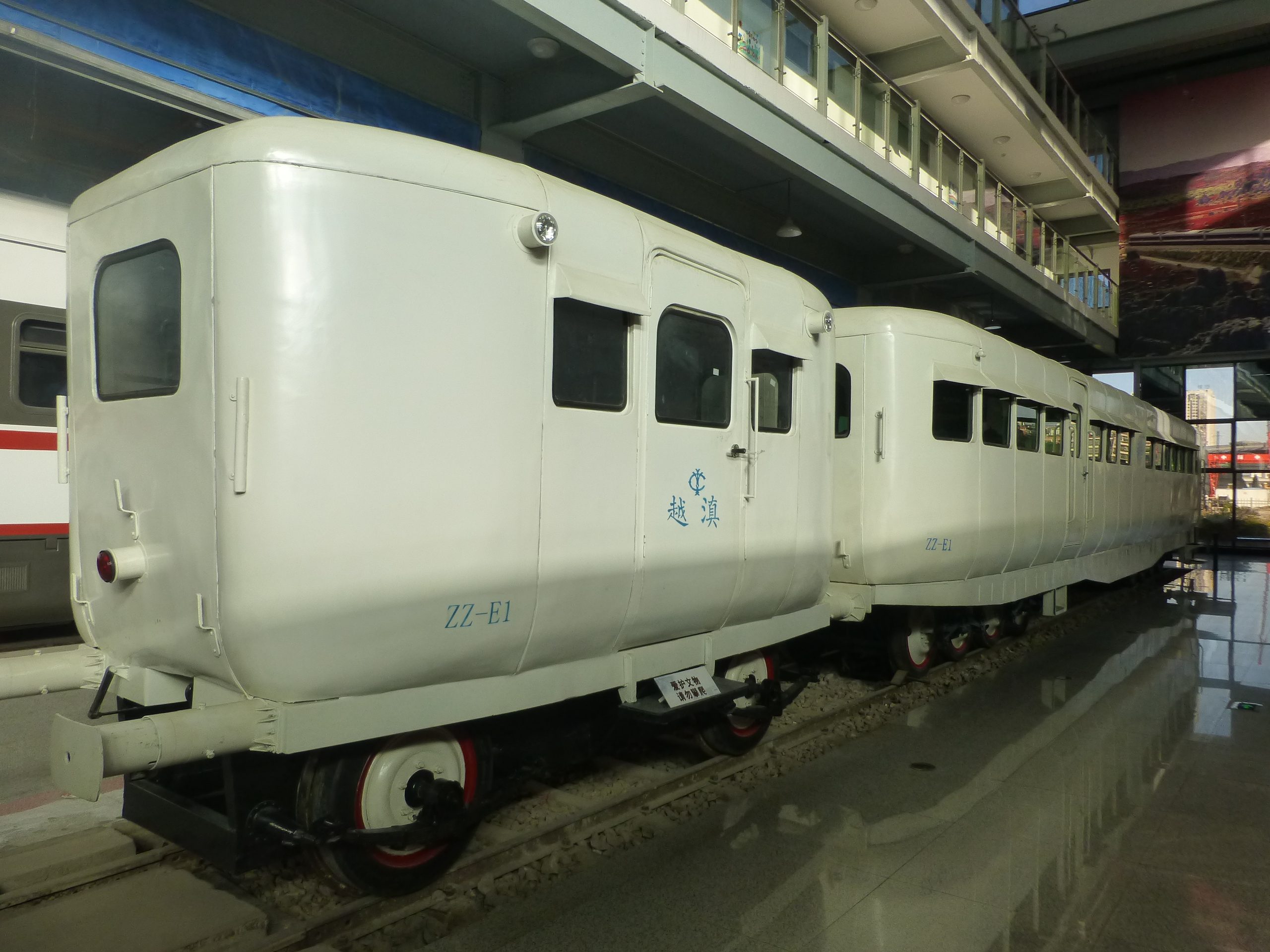
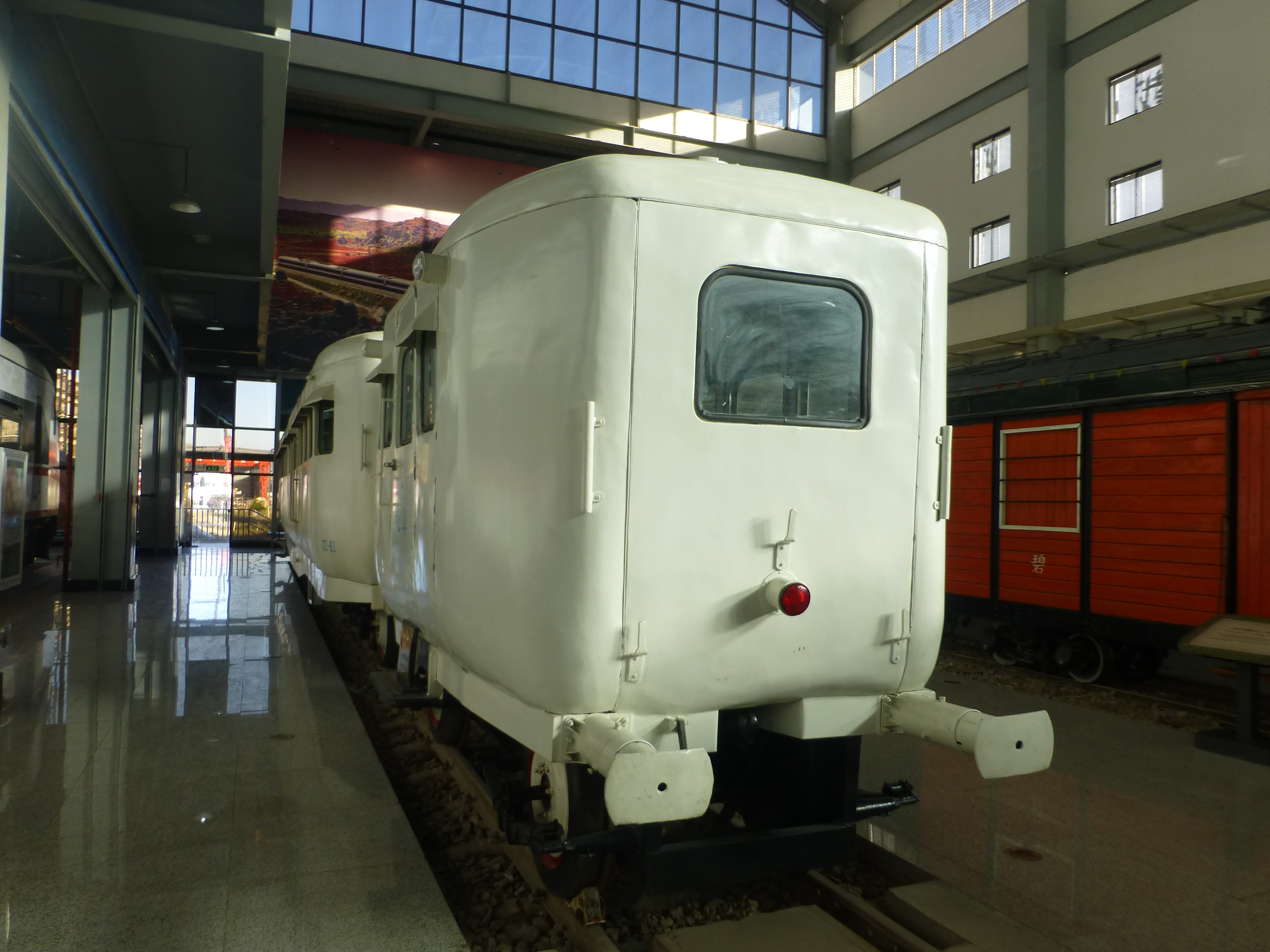

### 香港
九廣鐵路香港段不晚于20世纪20年代上线的“哈尔·斯科特柴油动车组（Hall Scott Motor Car ）”也符合“铁路巴士的定义”。這批柴油动车组包括2部動力車和一部拖卡 , 全屬鋼體客車 , 動力車設有頭等及三等座位共60個 , 拖卡則設有80個二等及三等座位。車廂內使用電燈照明 , 並設有電風扇 , 而列車的最高速度達45英里/小时。20世纪30年代分别改造为名为「大埔淑女」和「廣州淑女」的两辆豪华客车。

### 台灣
台鐵的柴油客車亦符合“铁路巴士”的定义。

台湾铁路巴士图集
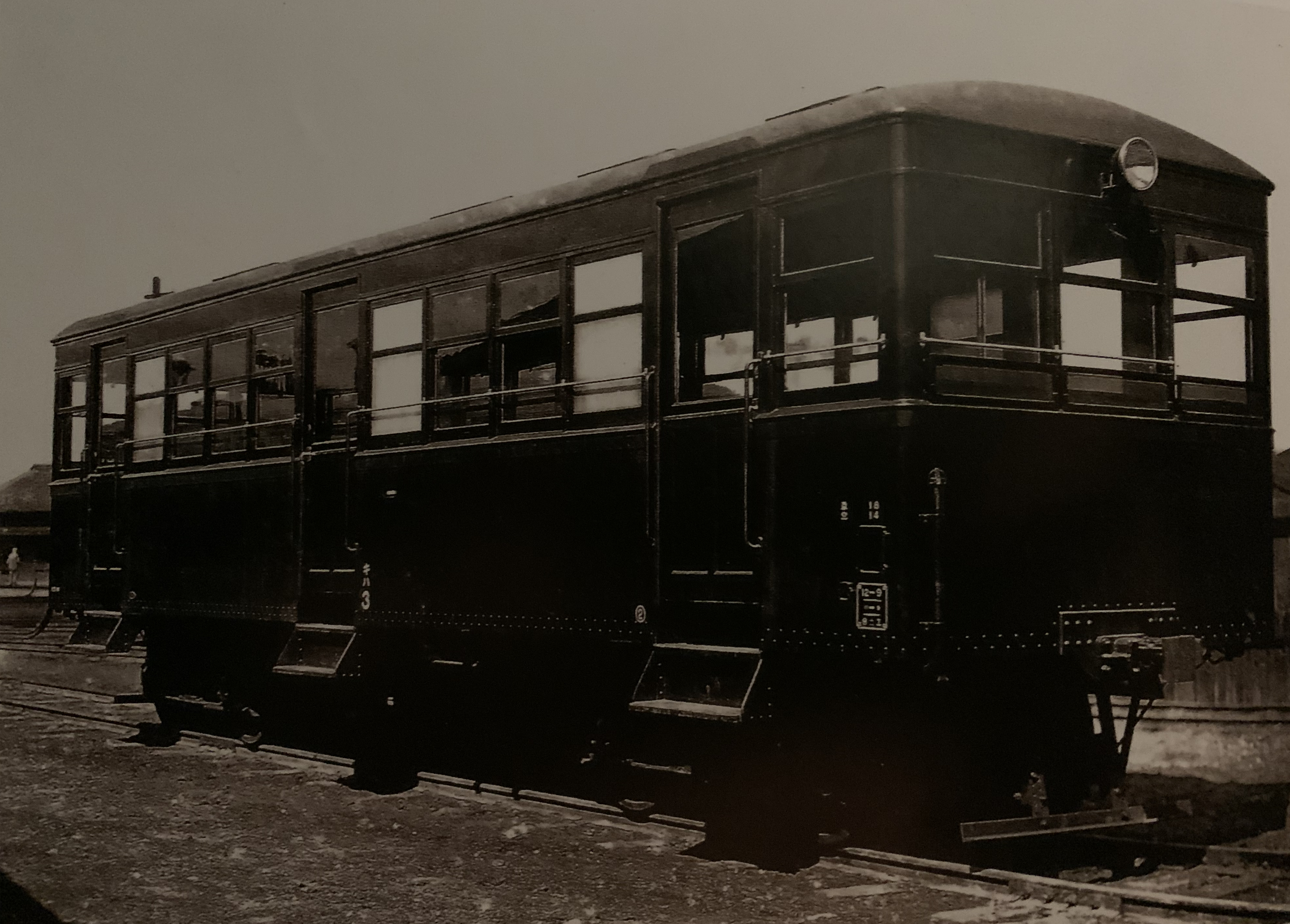
臺灣鐵路小型汽油客車キハ1型，1930年日本車輛製造。拍摄于1930年到1945年之间。
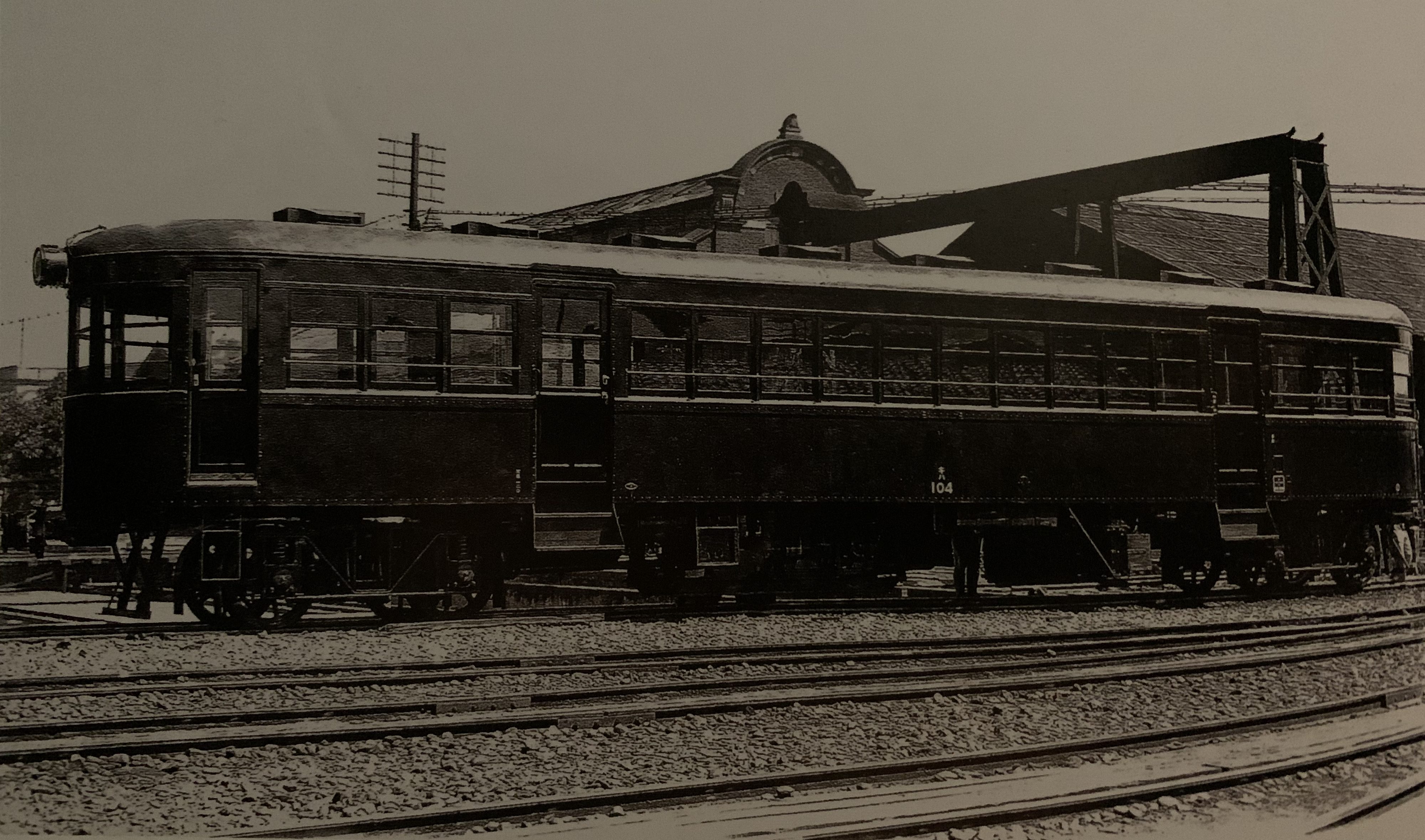
臺灣鐵路中型汽油客車キハ100型，1931年日本車輛製造，戰後被臺灣鐵路管理局改造為“台铁DR2100型柴油客車”。拍摄于1931年到1945年之间。
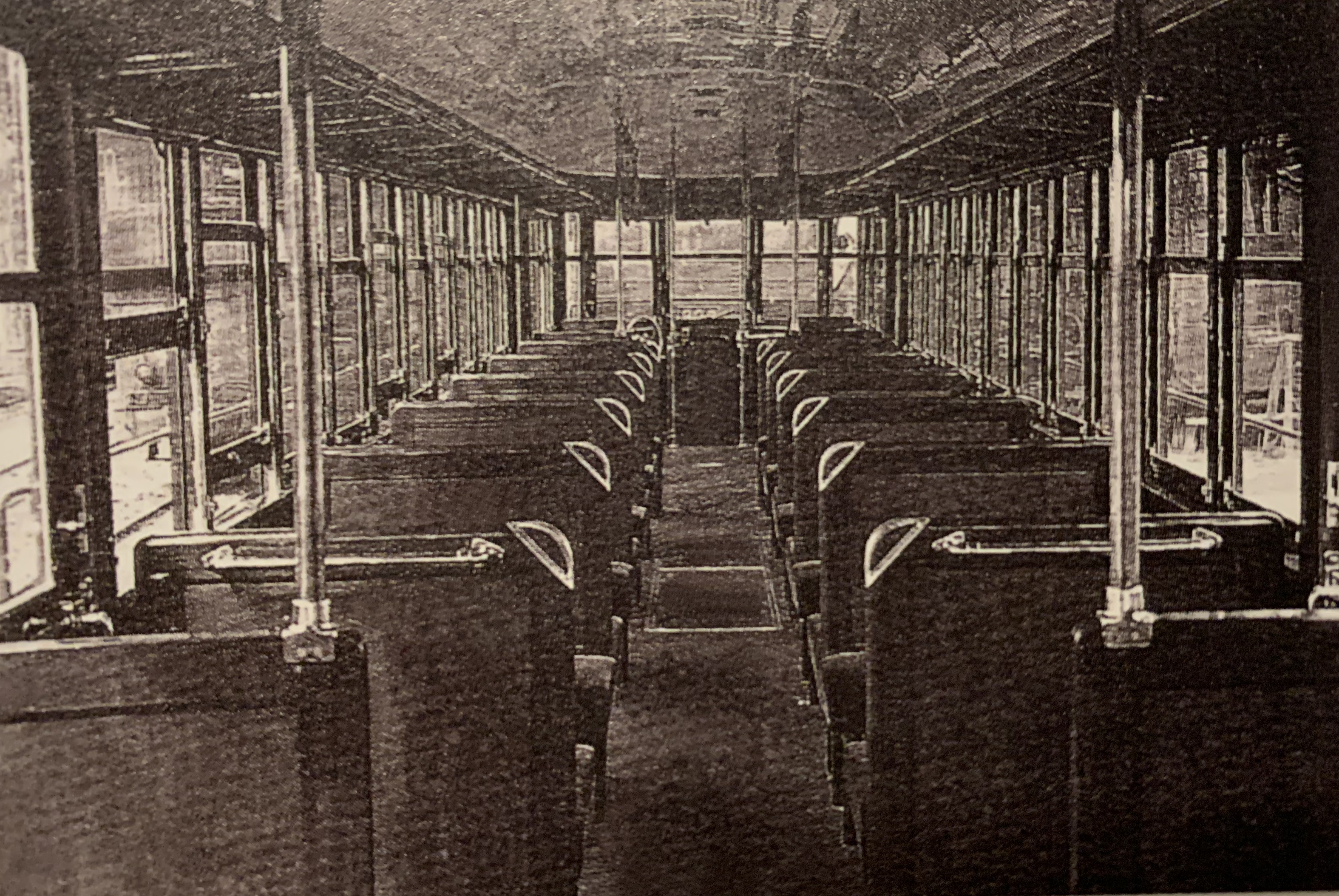
臺灣鐵路中型汽油客車キハ100型內部（拍摄于1931年到1945年之间）
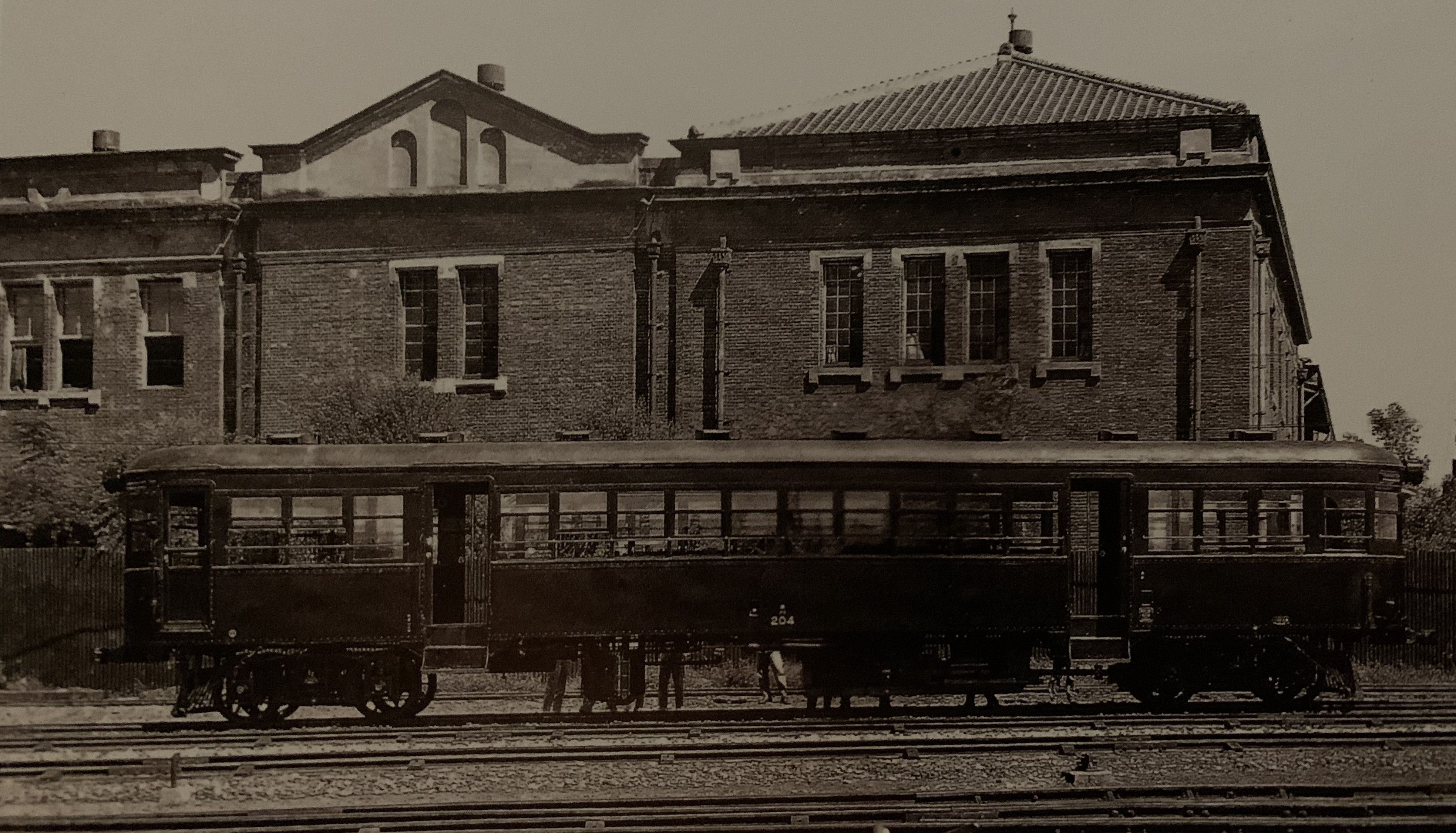
臺灣鐵路中型汽油客車キハ200型，1933年川崎車輛製造，與キハ100型形式相同，戰後被臺灣鐵路管理局改造為“DR2200型柴油客車”。拍摄于1933年到1945年之间。
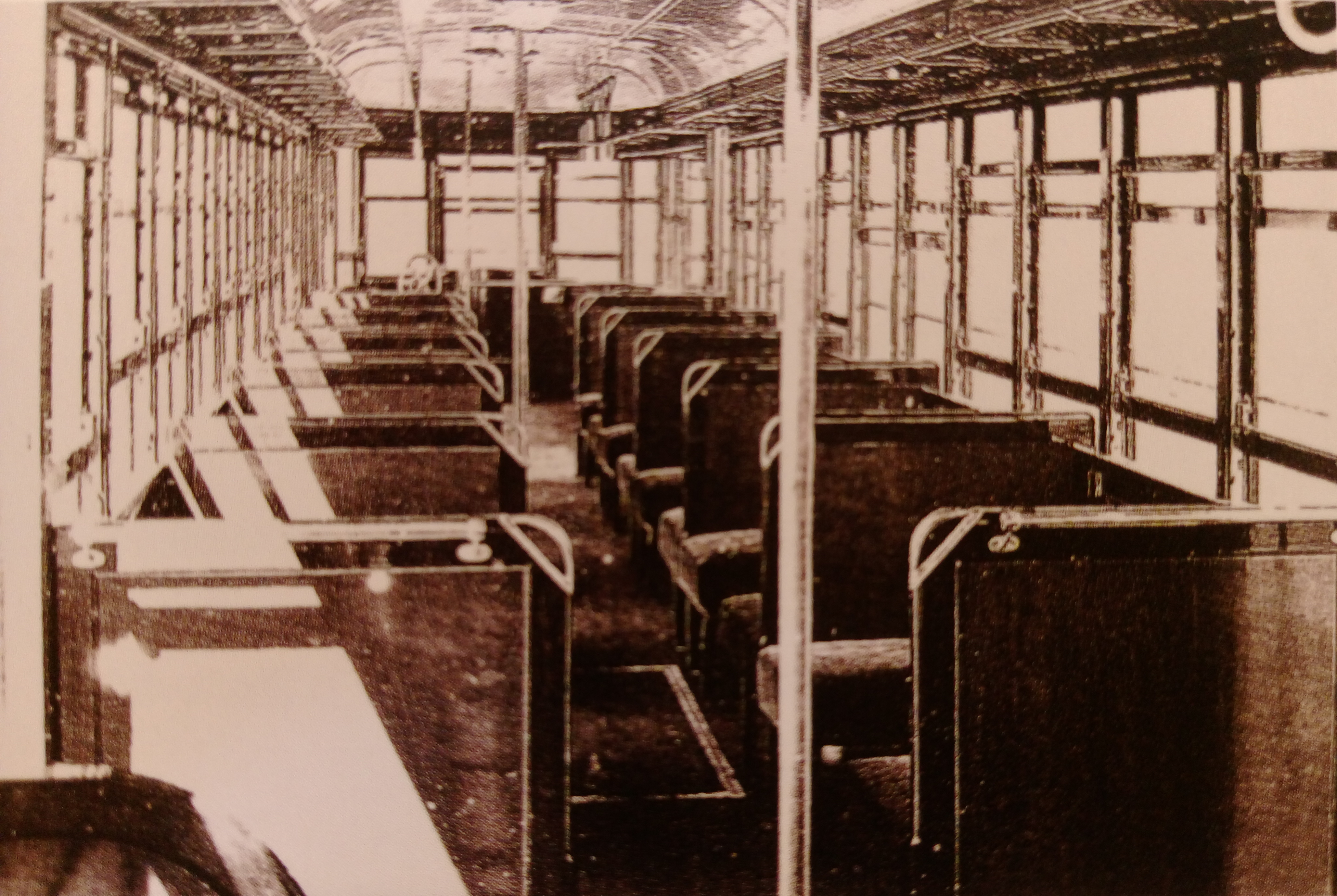
臺灣鐵路中型汽油客車キハ200型內部（拍摄于1933年到1945年之间）
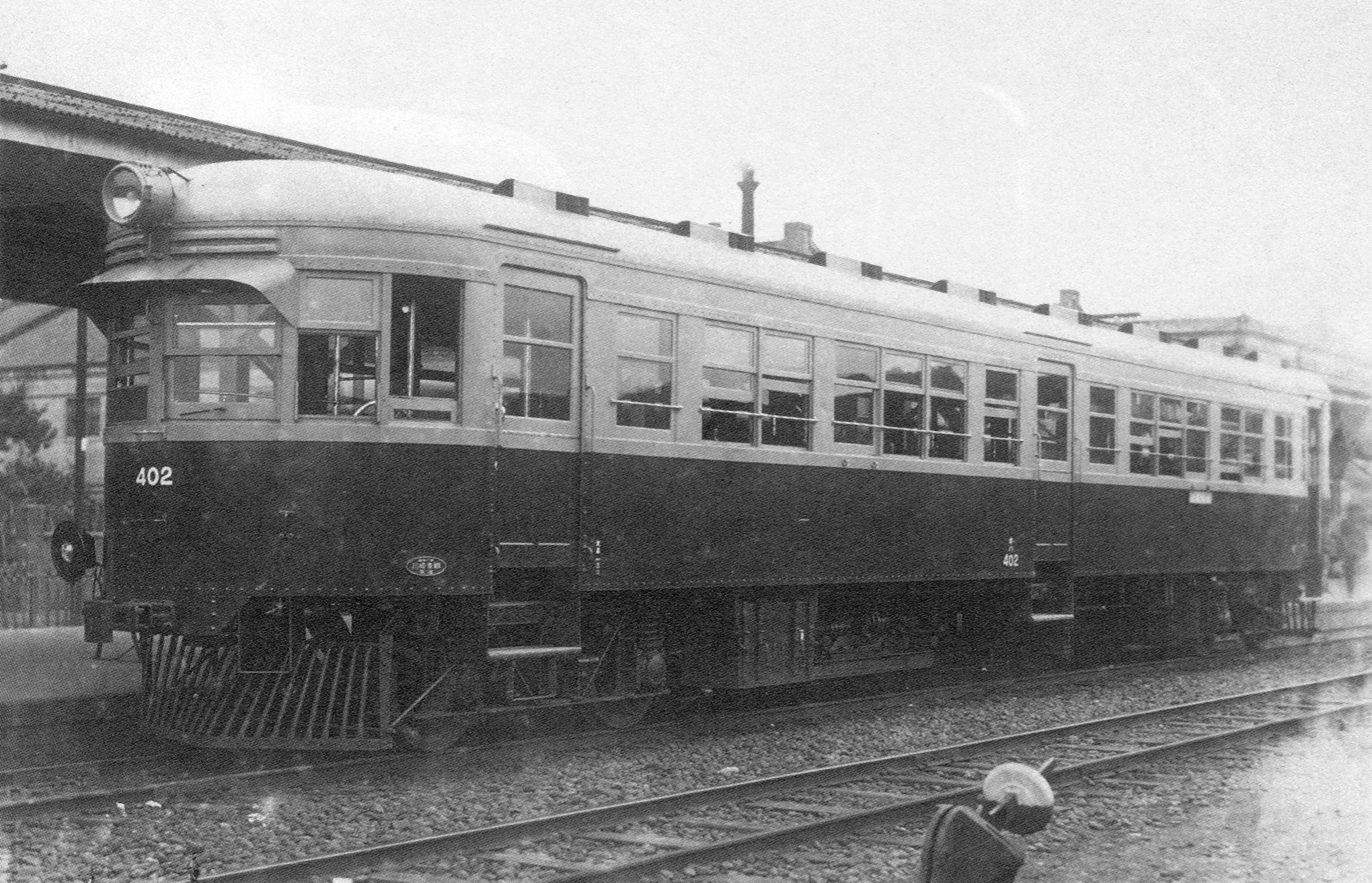
日治时期上线的“キハ400型”汽油动力铁路巴士。1935年由日本川崎車輛製造，戰後被台湾铁路管理局改造为“台铁DR2400型柴油客车”。
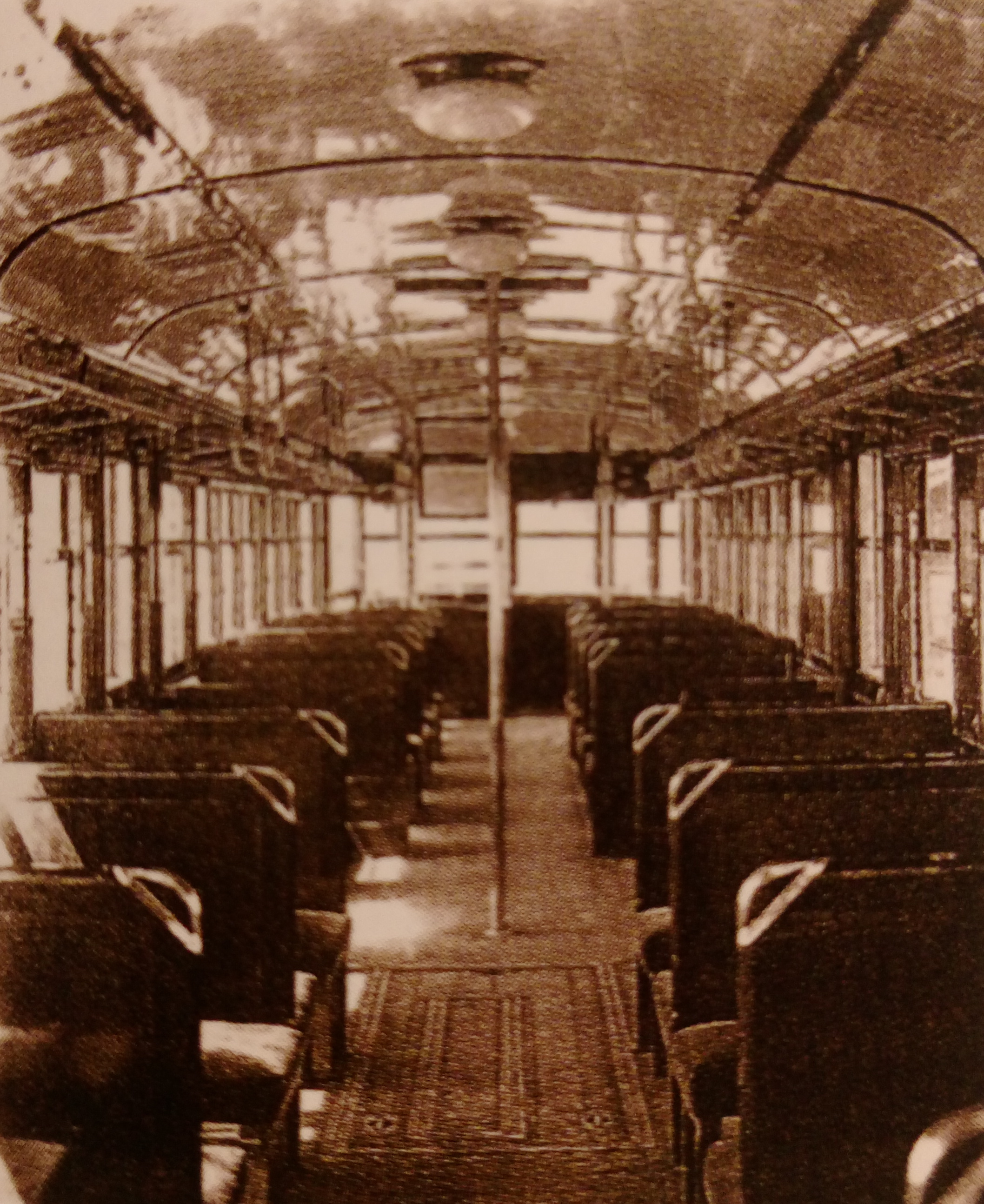
臺灣鐵路大型汽油客車キハ400型內部（拍摄于1935年到1945年之间）
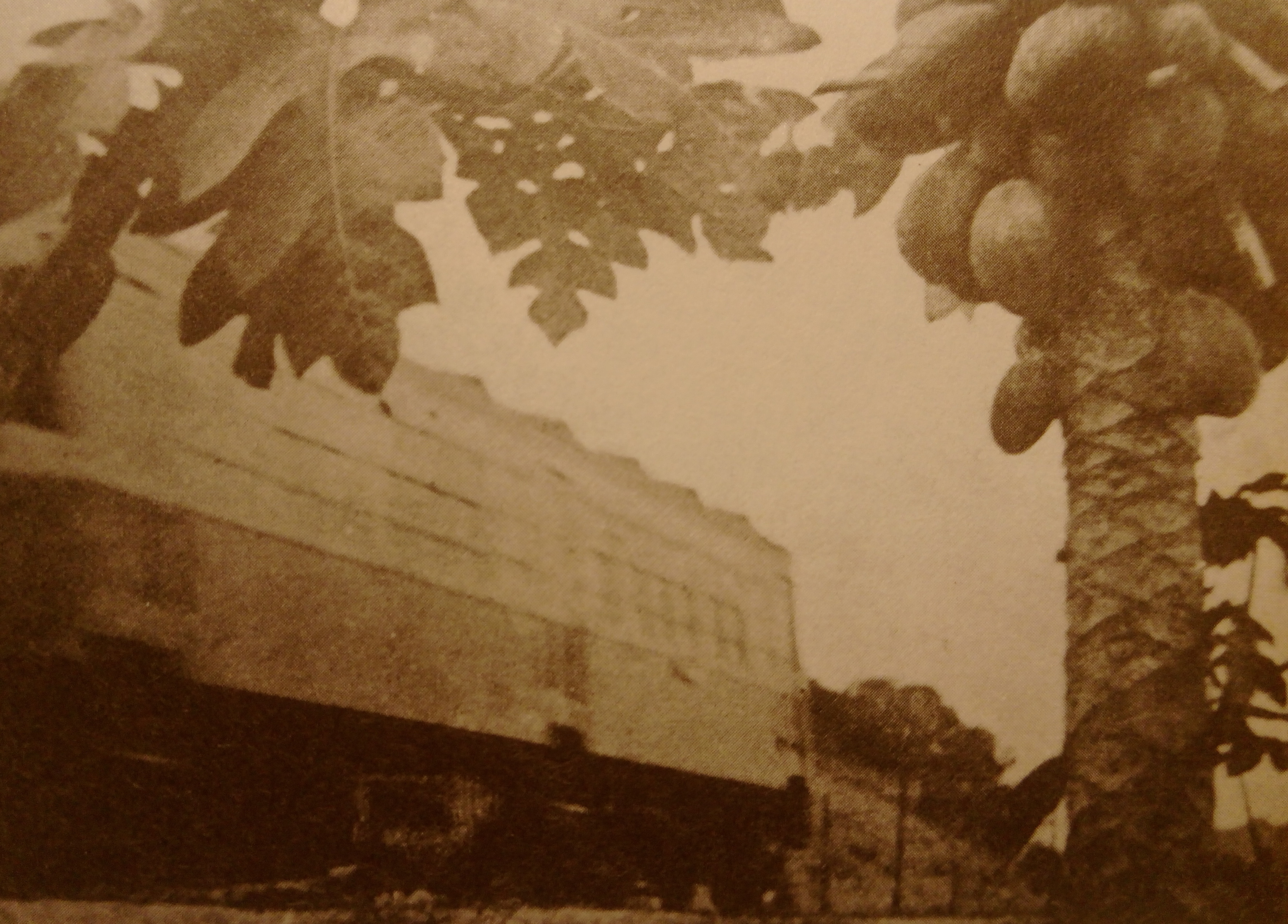
台湾的汽油鐵路客車經過一棵木瓜樹旁。拍摄于1930年到1945年之间。
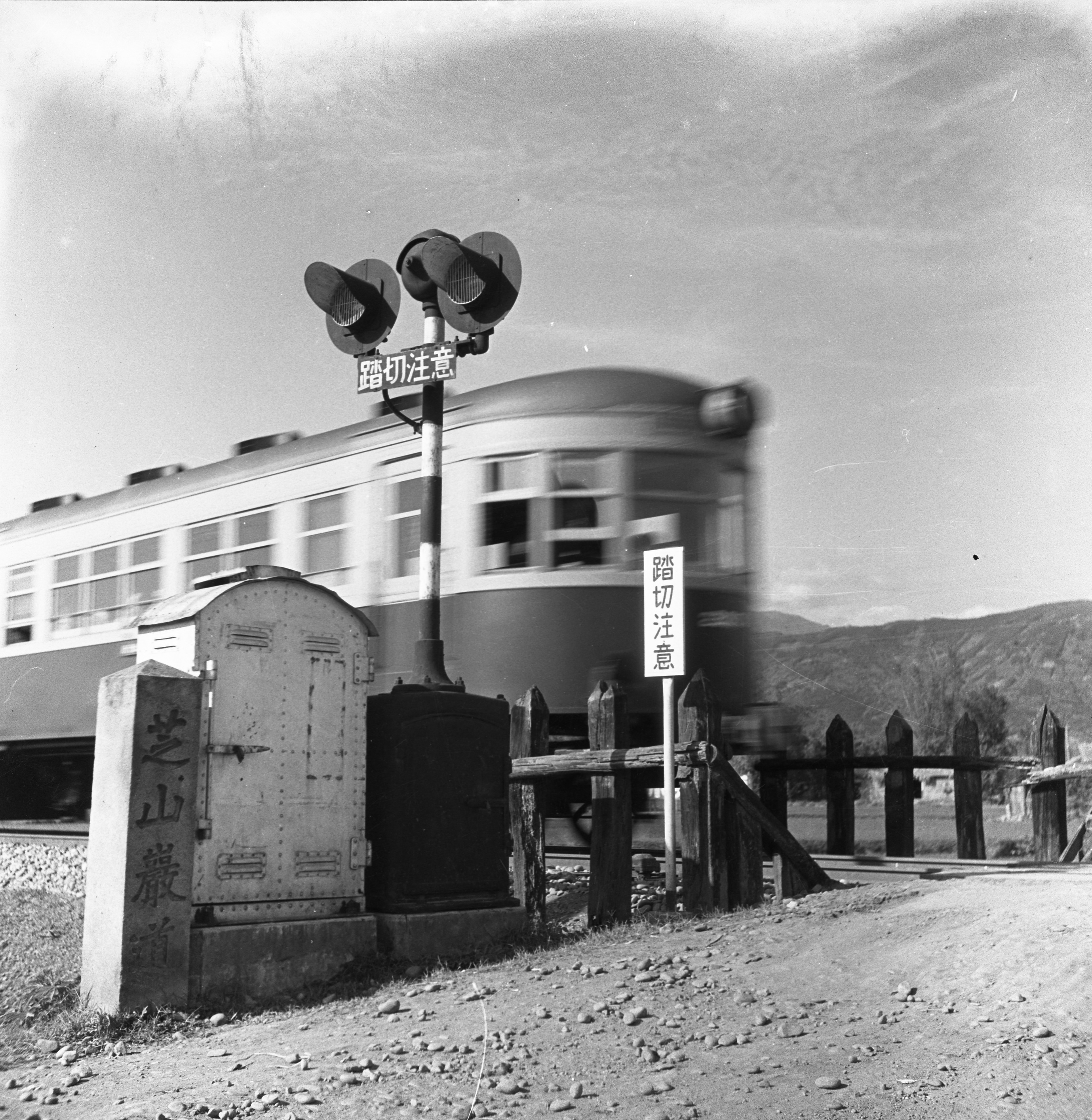
淡水線汽油客車，1935年拍摄於芝山岩道平交道。
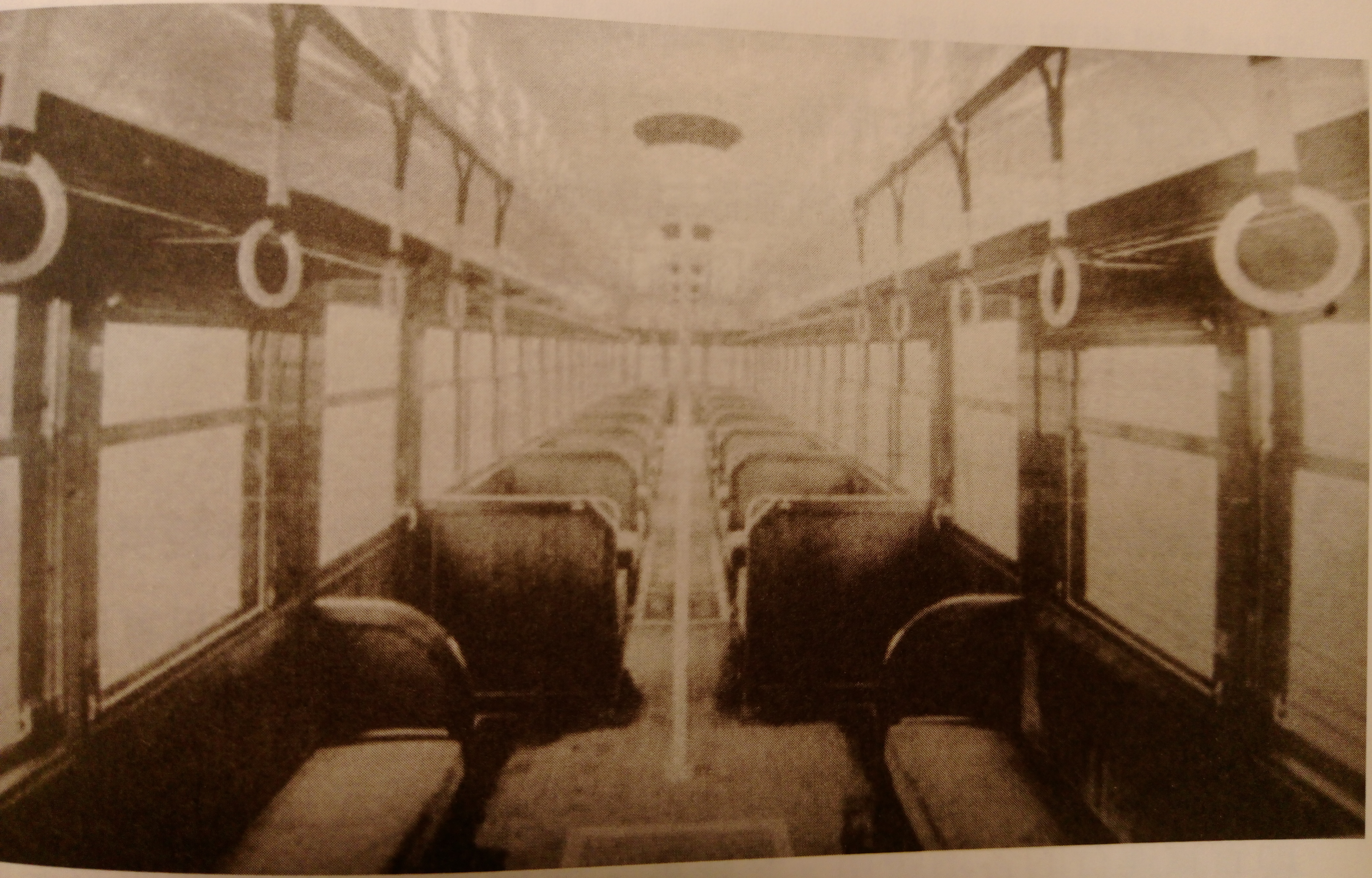
日治时期的台湾铁路汽油车内部。

### 阿根廷
阿根廷本土企业“TecnoTren”生产的铁路巴士在阿根廷国内许多乡村铁路和拉普拉塔市郊铁路均有使用。

### 爱尔兰
爱尔兰大北方铁路公司在其位于邓多克的工厂中制造铁路巴士，用于其所属的支线铁路。

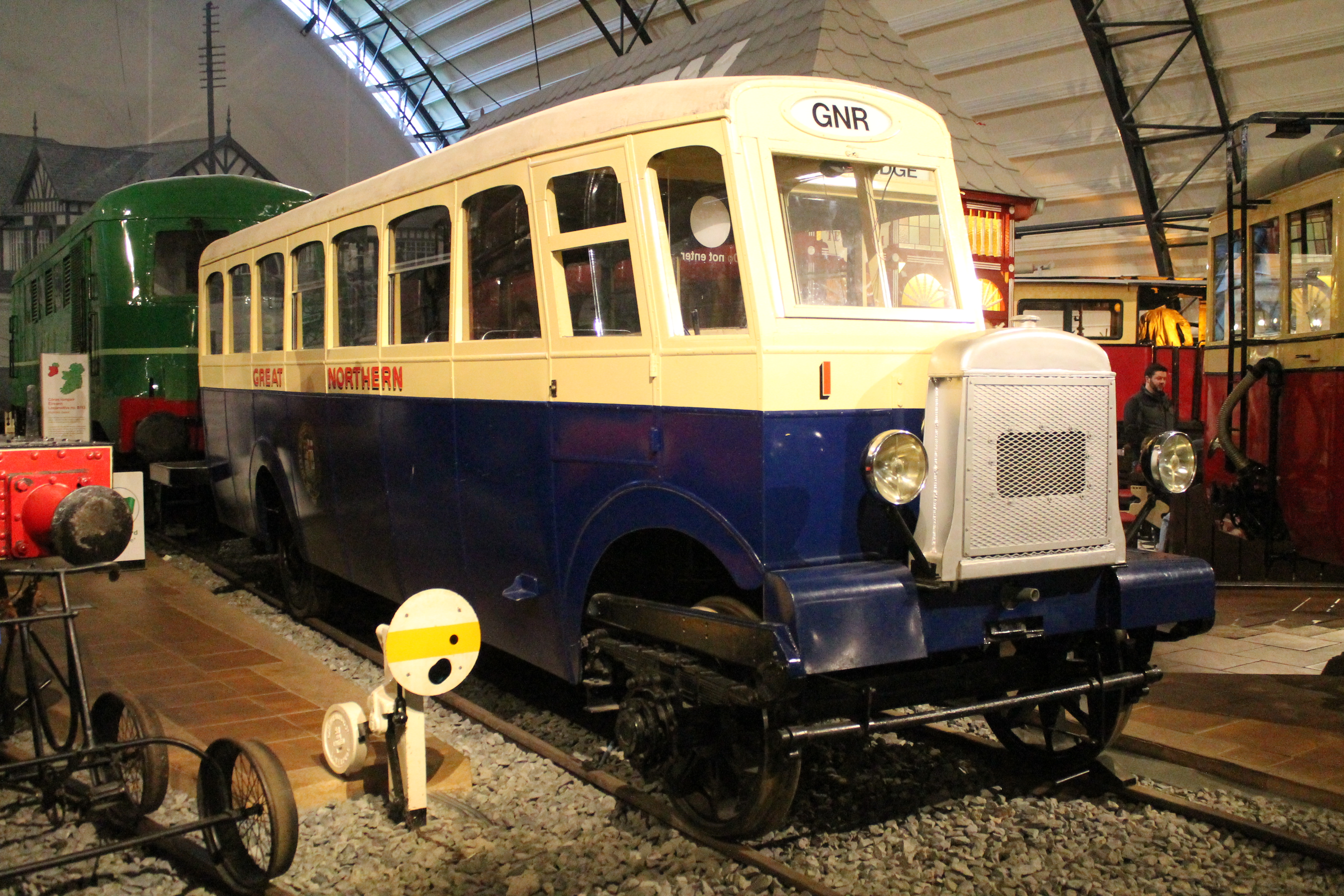
爱尔兰大北方铁路公司（英语：Great Northern Railway (Ireland)）曾经使用的铁路巴士，2014年拍摄于阿尔斯特民族与交通博物馆（英语：Ulster Folk and Transport Museum）。

### 澳大利亚
1937年，澳大利亚的新南威尔士州铁路的国营铁路曾一次上线6辆四轮流线型铁路巴士，编号为FP1至FP6。这批铁路巴士采用福特引擎驱动。最初运行在在考拉（Cowra）和哈登（Harden）的客流量较小的支线铁路上，后因客流量不足改为铁路内部运钞火车。
1941年，其中的FP5号铁路巴士（此时已改为铁路内部运钞火车）在Yanderra一带遭遇运钞车劫匪。3人在爆炸中身亡，2000澳大利亚磅被劫，保险柜未被劫匪打开。事后无一人因此被起诉。
FP1号铁路巴士现收藏于新南威尔士州铁路博物馆。

### 德国

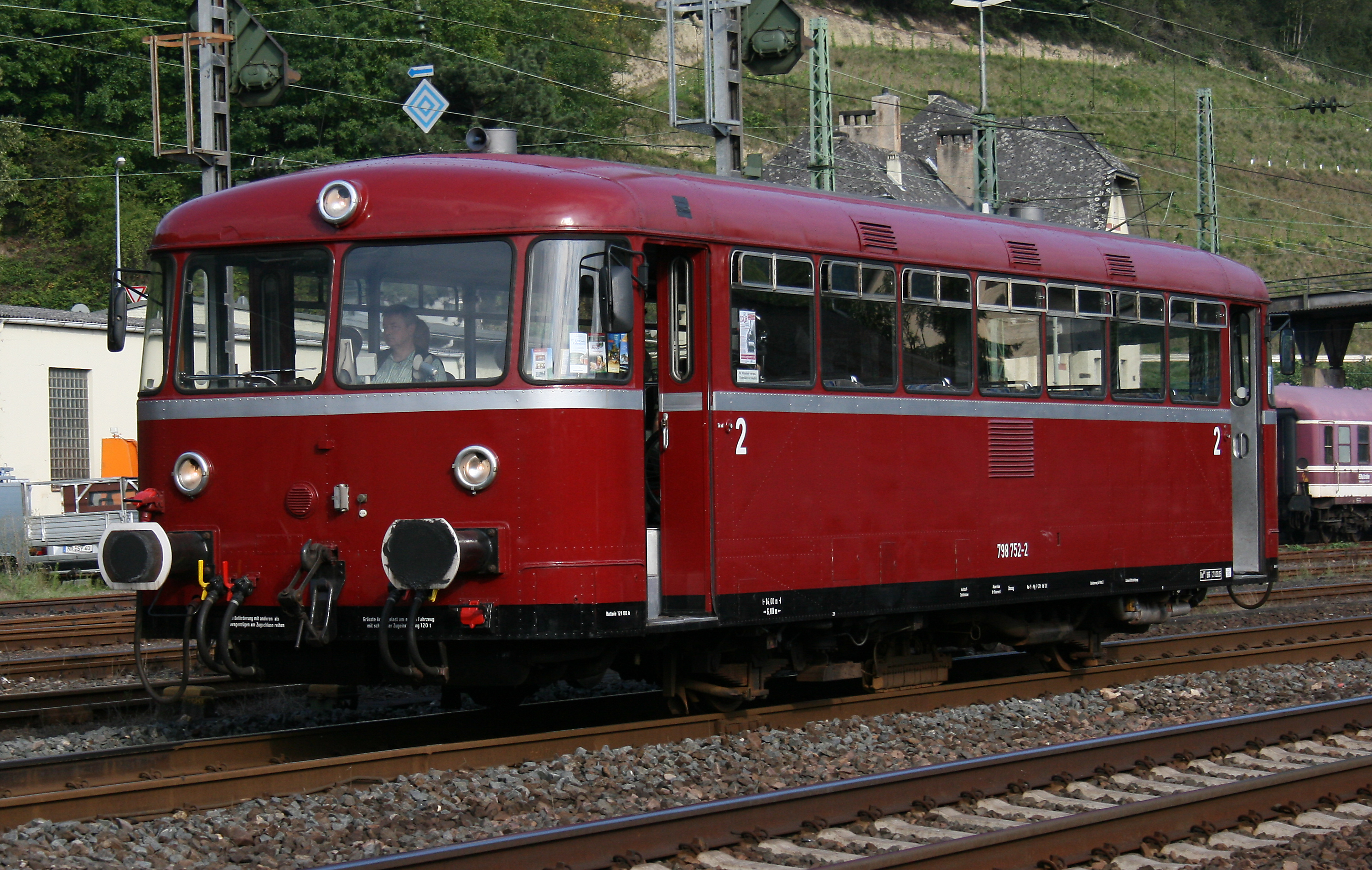
西德“德国联邦铁路”曾使用的由乌丁根轨道交通车辆制造厂生产的双引擎铁路巴士

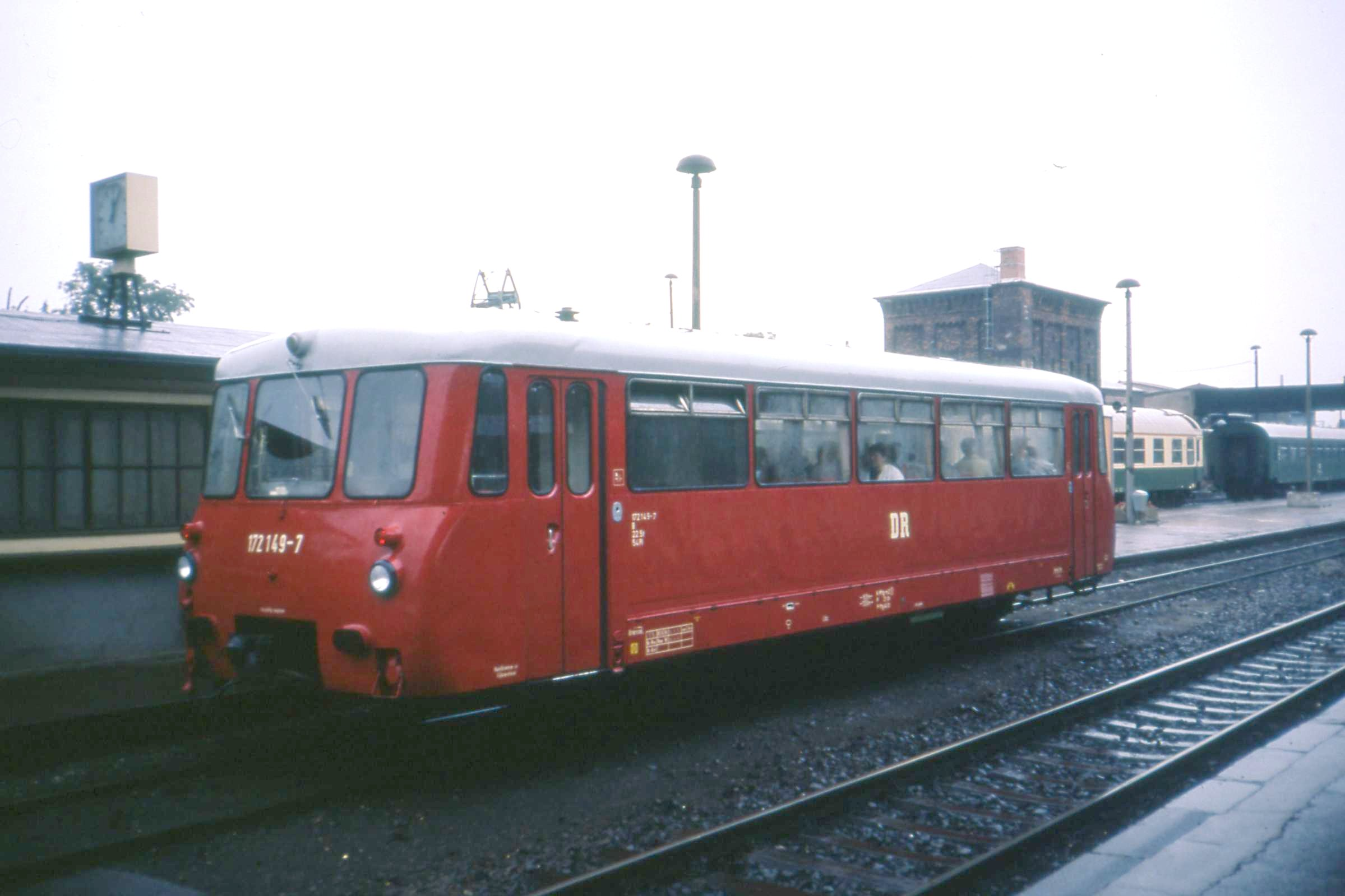
德铁VT 2.09型铁路巴士

德国在不晚于1881年时便拥有铁路巴士，德国早期铁路采用蒸汽动车。
20世纪30年代是德国铁路巴士的一个高速发展期。这时的德意志国铁路（现在德国铁路的前身）将其所属的铁路巴士主要用于客流量较小的铁路线路，以降低运营成本，“维斯马铁路巴士”是这一时期的德国铁路巴士经典型号。两德分裂时期的西德“德国联邦铁路”曾大量使用乌丁根轨道交通车辆制造厂生产的单引擎和双引擎铁路巴士。后来的西德“德国联邦铁路”铁路巴士的引擎在维持自身动力的同时还能再拖动其它车厢。德国后来的内燃动车组在设计时也参考了这些铁路巴士。20世纪50年代后期，东德的“德国国营铁路”也开始使用由包岑车辆厂开发的“德铁VT 2.09型铁路巴士”。
德国在20世纪70年代后期经历数起严重铁路巴士事故后，德国铁路巴士开始走大型化路线。比如1986年开始投入运营的“德铁628型柴油动车组”的尺寸较比德国之前的铁路巴士大了许多。

### 加拿大
铁路巴士在加拿大连接利卢埃特和达西（D'Arcy）的铁路上也有使用。

### 捷克和斯洛伐克
捷克和斯洛伐克均在客流量较小的乡村铁路线路上先后使用多型铁路巴士。

### 美国

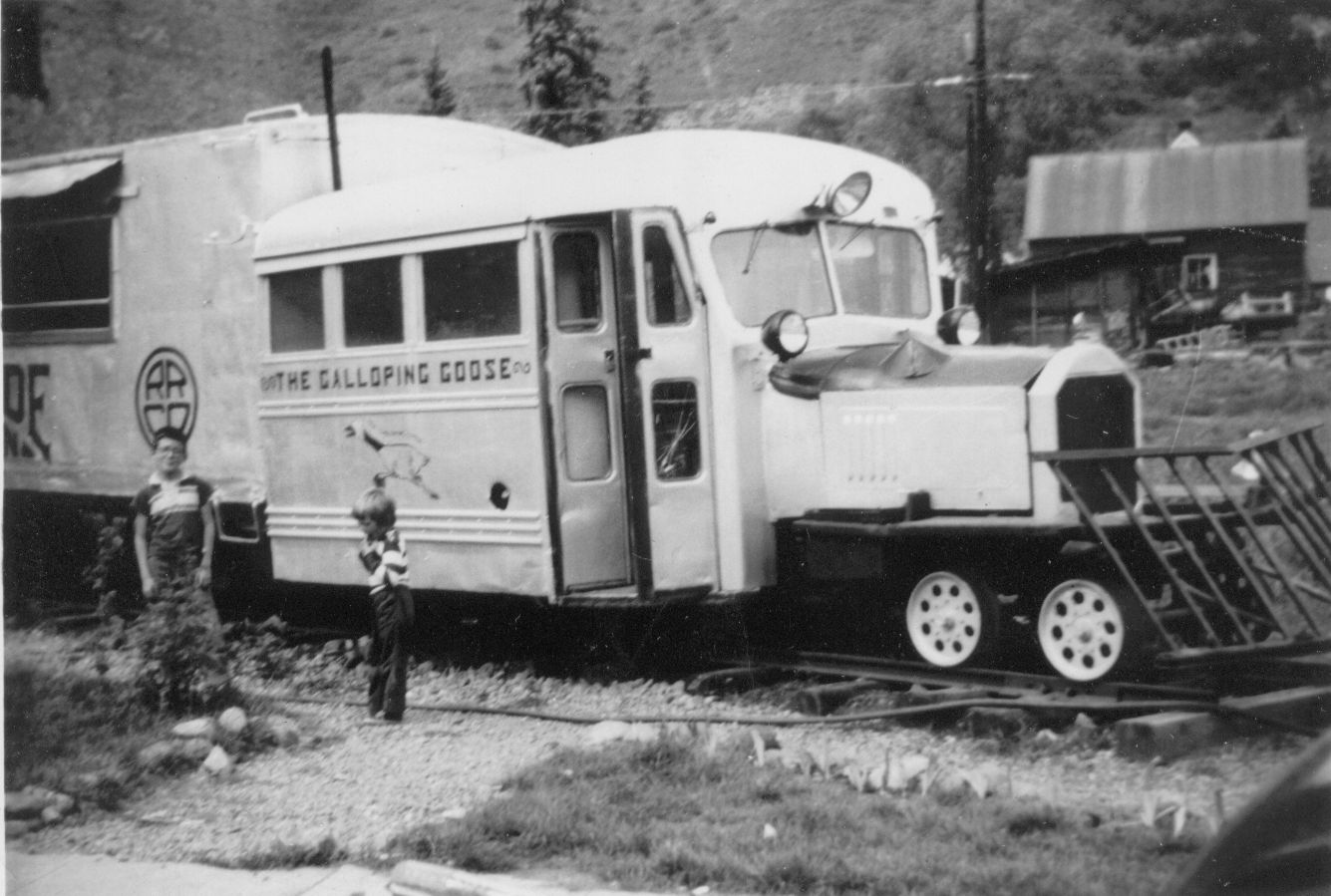
美国格兰德河南部铁路曾使用的“快鹅系列铁路巴士”

麦克货车早在1903年便有制造4轮式铁路巴士的记录。美国也有一些铁路公司的铁路巴士基于大货车或大客车平台研制，这些铁路巴士的前端多为两轴、后端多为一轴。
二战以后，美国曾先后使用多种现代化铁路巴士（短编组动车组）。但这一时期的私家车与公路客运的激烈竞争使得美国的支线铁路乘客大幅减少，因而成功的案例很少。
“紐約、紐黑文和哈特福德鐵路”曾于1951年至1952年间购入10辆由麦克货车制造的铁路巴士。不过在这批铁路巴士到货后，新上任的总裁对铁路巴士并不看好，因而这批铁路巴士“紐約、紐黑文和哈特福德鐵路”仅保留1辆用作日常服务，其余9辆全部被转卖给多家美国国内及国外的铁路公司。
1985年，宾夕法尼亚州东南地区交通局曾在福克斯蔡斯铁路上使用英国进口铁路巴士。

### 斯里兰卡
斯里兰卡的一些短途通勤铁路亦有使用铁路巴士。斯里兰卡的东部省便拥有连接城乡的铁路巴士网络。斯里兰卡的铁路巴士多由在公路上运行的大型客车改装而成。

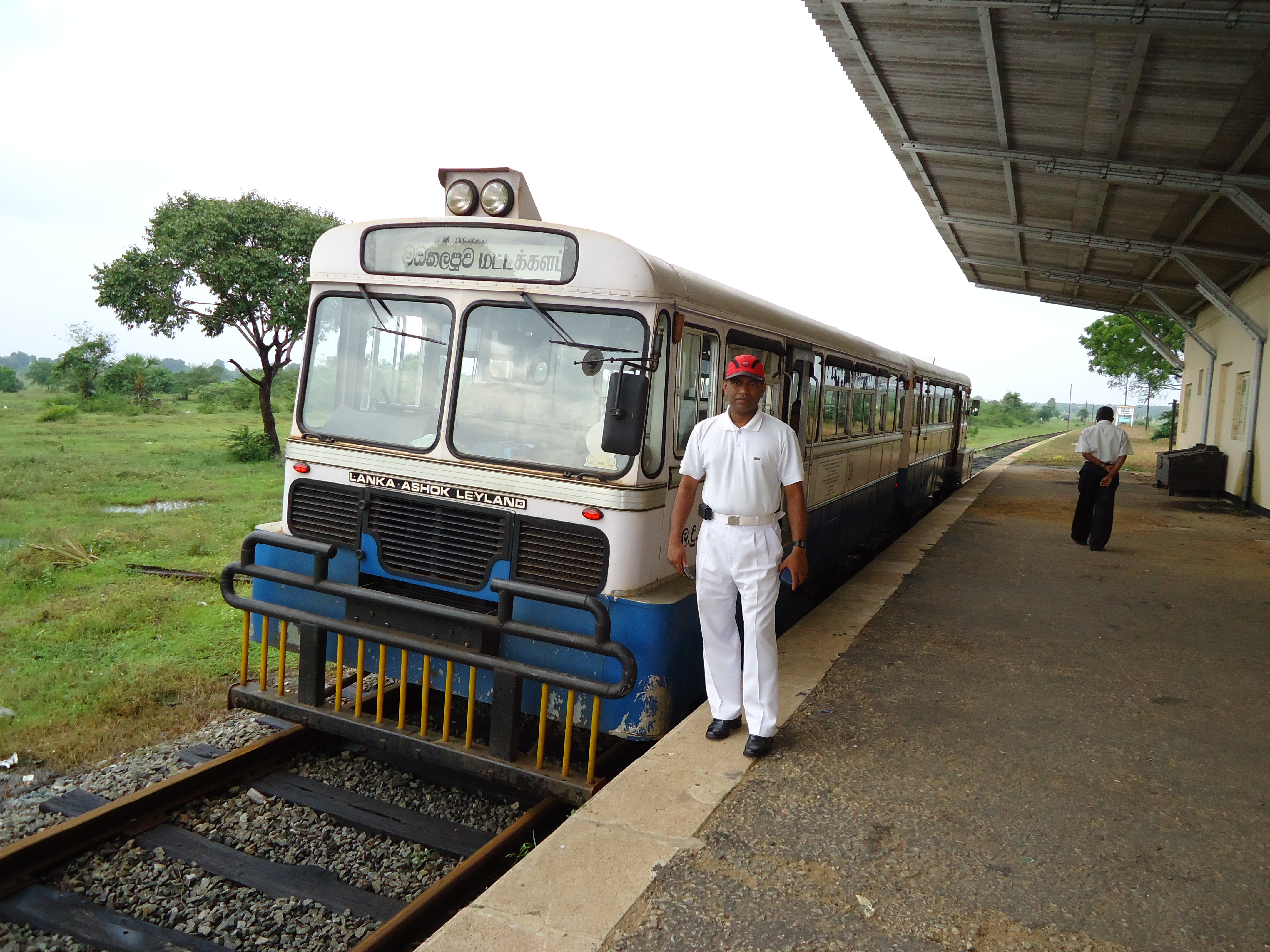
斯里兰卡的一辆铁路巴士

### 新西兰
新西兰的短途列车也有采用铁路巴士。新西兰铁路公司（包括其前身）所使用的“新西兰铁路短编组动车组系列”中的部分车辆符合铁路巴士的定义。

### 日本
日本至少在19世纪后期便开始铁路巴士，且一直沿用至今。这些线路曾使用蒸汽动车，后升级为内燃铁路巴士和电力动车组。在国铁及私铁均有使用，用于客流量较小的铁路线路。

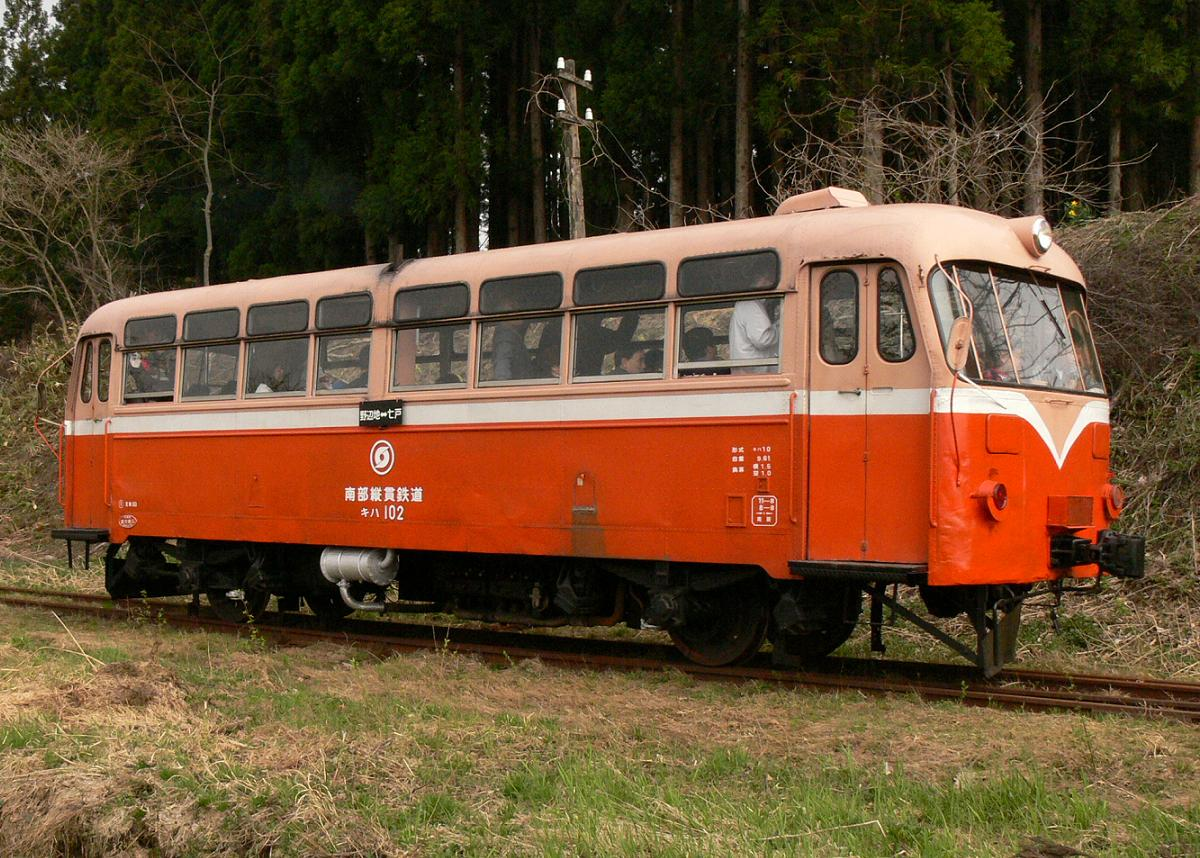
日本南部纵贯铁道停駛後，於七戶站動態保存的Kiha102 柴油客車。

### 印度
印度铁路在支线铁路上大量使用铁路巴士与电动客车。目前因铁路巴士难以满足日益增长的交通压力，许多铁路巴士被编组较长的电力动车组取代。

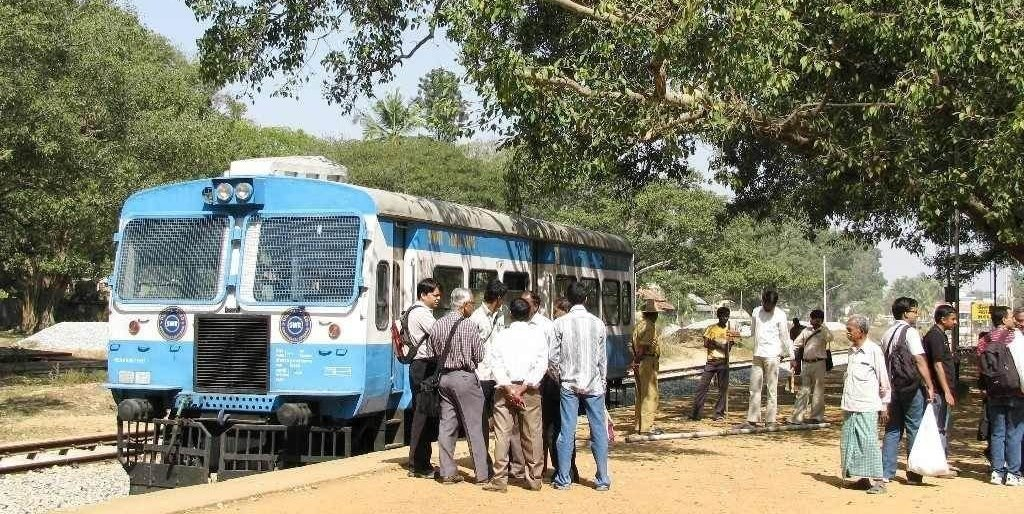
印度使用的铁路巴士，拍摄于邦格阿拉佩特（Bangarpet）一带。

### 印度尼西亚
印度尼西亚现时有多条铁路巴士线路，提供城市轨道交通服务及短途城际列车服务。

### 英国
英国自19世纪至今曾先后使用多种型号的铁路巴士，分属多种动力来源，用于客流量较小的铁路线路。

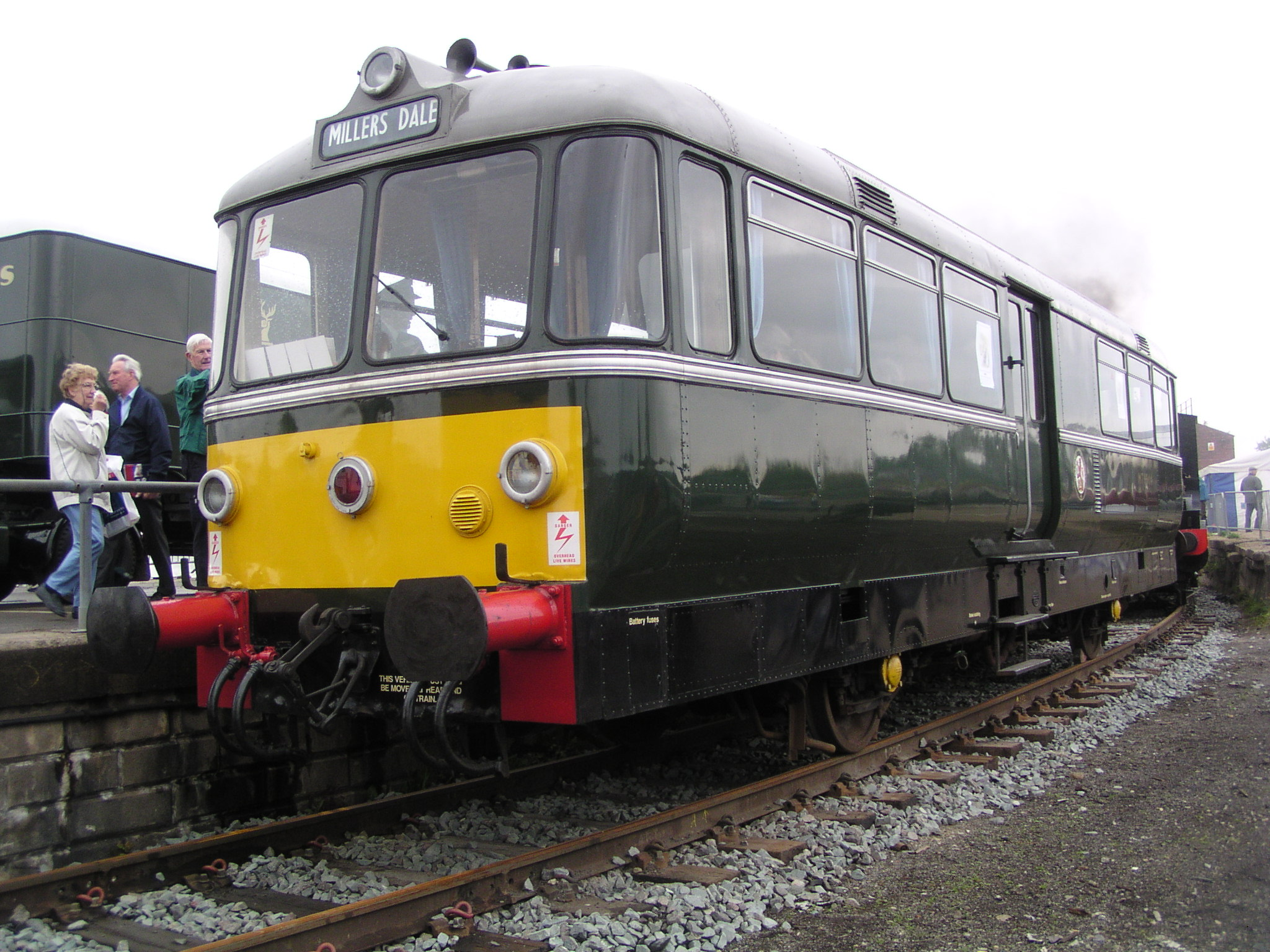
英国铁路曾经使用的一型由德国“多瑙沃特轨道交通车辆与机械制造公司（德语：Waggon- und Maschinenbau GmbH Donauwörth）”出品的铁路巴士（现已退役）